# En la tierra del Guarán
En la tierra del Guarán es una película documental, en blanco y negro, de Argentina producida, guionada y dirigida por el equipo técnico de Lumiton, filmada en 1933 en Paraguay, durante la Guerra del Chaco (1932-1935), que se estrenó el 1 de agosto de 1934.

## Restauración
En Paraguay se contaba solo con fragmentos de La tierra del Guarán, hasta que el Centro de Documentación Audiovisual de Uninorte localizó una versión completa en el Archivo General de la Nación de la Argentina, institución que cedió la copia para su restauración a través de los trámites realizados por la Secretaria Nacional de Cultura de Paraguay.
Fue la primera película con sonido óptico filmada en Paraguay, donde aparecen hablando -por primera vez- importantes personalidades de la época.
Es considerada una de las primeras realizaciones sonoras de la región y uno de los primeros antecedentes de cooperación entre dos países de la zona (Paraguay y Argentina) para la realización de un filme.

## Lumiton
Lumiton Cinematográfica Argentina fue un estudio de cine constituido en 1931 por un grupo de médicos argentinos en el barrio de Munro, municipalidad de Vicente López, en las afueras de Buenos Aires, Argentina.
Se constituyó en la primera productora de cine creada en el país. Sus fundadores poseían amplios conocimientos técnicos y habían participado en el desarrollo de la radio argentina. Compraron un equipo completo de filmación en Estados Unidos, y construyeron los estudios con sus sets de rodaje, un moderno laboratorio e instalaciones técnicas a finales de 1932.
Lumiton comenzó a producir cortometrajes casi inmediatamente y su primera cinta fue Los tres berretines de Enrique Telémaco Susini, en 1933, la cual se constituyó en la segunda película sonora producida en el cine argentino luego de la cinta ¡Tango!, estrenada una semana antes por los estudios Argentina Sono Film. El filme de Lumiton hacía referencia a los tres 'berretines' o aficiones de los porteños: futbol, tango y cine.
Tras su primera película, la cual representó un gran éxito económico para el estudio, Lumiton produjo el documental La tierra del Guarán, dirigida por su equipo técnico en 1934, y al igual que la primera cinta, no traía los créditos de sus creadores.